# ギャレックス
ギャレックス株式会社（英: Galax Co.,Ltd.）は、福井県越前市にある企業。スポーツウェアの製造を手がける。福井県ニット工業組合に所属している。

## 概要
福井県越前市平出1丁目12番22号に本拠を置く。
スクールスポーツウェア、カジュアルスポーツウェア、丸編みジャージの製造、販売を手がける。
1963年3月、当時の武生市深草町にて「福井ニット製作所」として創業。1965年12月、「福井ニット株式会社」設立。1983年6月、「ギャレックス株式会社」に社名変更した。
1968年1月、福井国体で福井県選手・役員が着用。1969年、福井県中学体育連盟・体育振興協力指定メーカーとなり、日本国内の学校の体操着においてシェア第2位（顧客数約6,000校）に成長した。
CAD、CAMを始め、ライン生産工程に立ちミシン、検品装置を導入するなど、工場は高度にシステム化されている。学校制服、体操着に関しては日本国内からの高度で多種多様な要望に応える体制を構築している。近年は少子化に伴う需要減少に直面しながら、東日本大震災を機に着用可能な多機能防災用品セットの開発などにも取り組んでいる。2020年には、新型コロナウイルス感染症の流行を受け、スクール水着用のポリエステル、ポリウレタン生地から、洗濯して繰り返し使えるマスク（フェイスガード）を生産し、福井県内の公共施設職員に無料配布した。
映画「チア☆ダン〜女子高生がチアダンスで全米制覇しちゃったホントの話〜」、「あさひなぐ」では衣装を提供した。
- スクールスポーツ[10]：
  - Galax：園児〜高校生向け体操着、スクール水着、シャツ、ウインドブレーカー
  - FILA：イタリア発祥、中〜高校生向けスポーツウェア
  - SPALDING：アメリカ発祥、中〜高校生向けスポーツウェア
- アパレル[11]：
  - 有名スポーツブランドのOEM

## ロゴマーク
- ロゴマークは、青と赤の重なった「G」に、「Galax」の文字。

## 事業所
- 本社：〒915-0803　福井県越前市平出1丁目12-22
- 東京支店：〒103-0013　東京都中央区日本橋大伝馬町14-1住友生命日本橋大伝馬町ビル3Ｆ
- 大阪支店：〒541-0059　大阪市中央区博労町1-8-2 三共堺筋本町ビル8F
- 名古屋支店：〒460-0003　愛知県名古屋市中区錦1-7-32 名古屋ＳＩビル6Ｆ
- 仙台支店：〒982-0251　宮城県仙台市太白区茂庭字人来田東39-1
- テキスタイルグループ：〒915-0806　福井県越前市本保町3-6-2
- 物流部配送センター：〒915-0806　福井県越前市本保町3-5-1
- アワラ工場：〒910-4138　福井県あわら市下番4-2

## 関連会社
- 日本国内
  - ギャレックス大阪：〒562-0015　大阪府箕面市稲1丁目10-2
  - ギャレックス兵庫：〒662-0943　兵庫県西宮市建石町5-33
  - 山口ユニフォーム：〒747-0044　山口県防府市佐波1丁目4-15
- 中華人民共和国
  - 遼陽富華服装有限公司：〒111000　遼寧省遼陽市文聖路436号
  - 青島銀華針織有限公司：〒266200　山東省青島市即墨区烟青路668号
  - 青島吉華服装有限公司：〒266200　山東省青島市即墨鑫水二路1号-1